# Labessette
Labessette (okzitanisch: La Beceta) ist eine französische Gemeinde mit 63 Einwohnern (Stand: 1. Januar 2022) in der Region Auvergne-Rhône-Alpes im Département Puy-de-Dôme. Sie gehört zum Kanton Le Sancy im Arrondissement Issoire. 

## Geographie
Labessette liegt etwa 44 Kilometer südwestlich von Clermont-Ferrand an der Dordogne. Umgeben wird Labessette von den Nachbargemeinden Larodde im Norden, Trémouille-Saint-Loup im Osten und Südosten, Beaulieu im Süden sowie Monestier-Port-Dieu im Westen.

## Bevölkerungsentwicklung
| Jahr                       | 1962 | 1968 | 1975 | 1982 | 1990 | 1999 | 2006 | 2017 |
| Einwohner                  | 141  | 126  | 108  | 103  | 104  | 92   | 78   | 62   |
| Quellen: Cassini und INSEE |      |      |      |      |      |      |      |      |

## Sehenswürdigkeiten
- romanische Kirche Notre-Dame aus dem 12. Jahrhundert, seit 1926 Monument historique
- Steinkreuz aus dem 15. Jahrhundert, seit 1905 Monument historique

## Weblinks

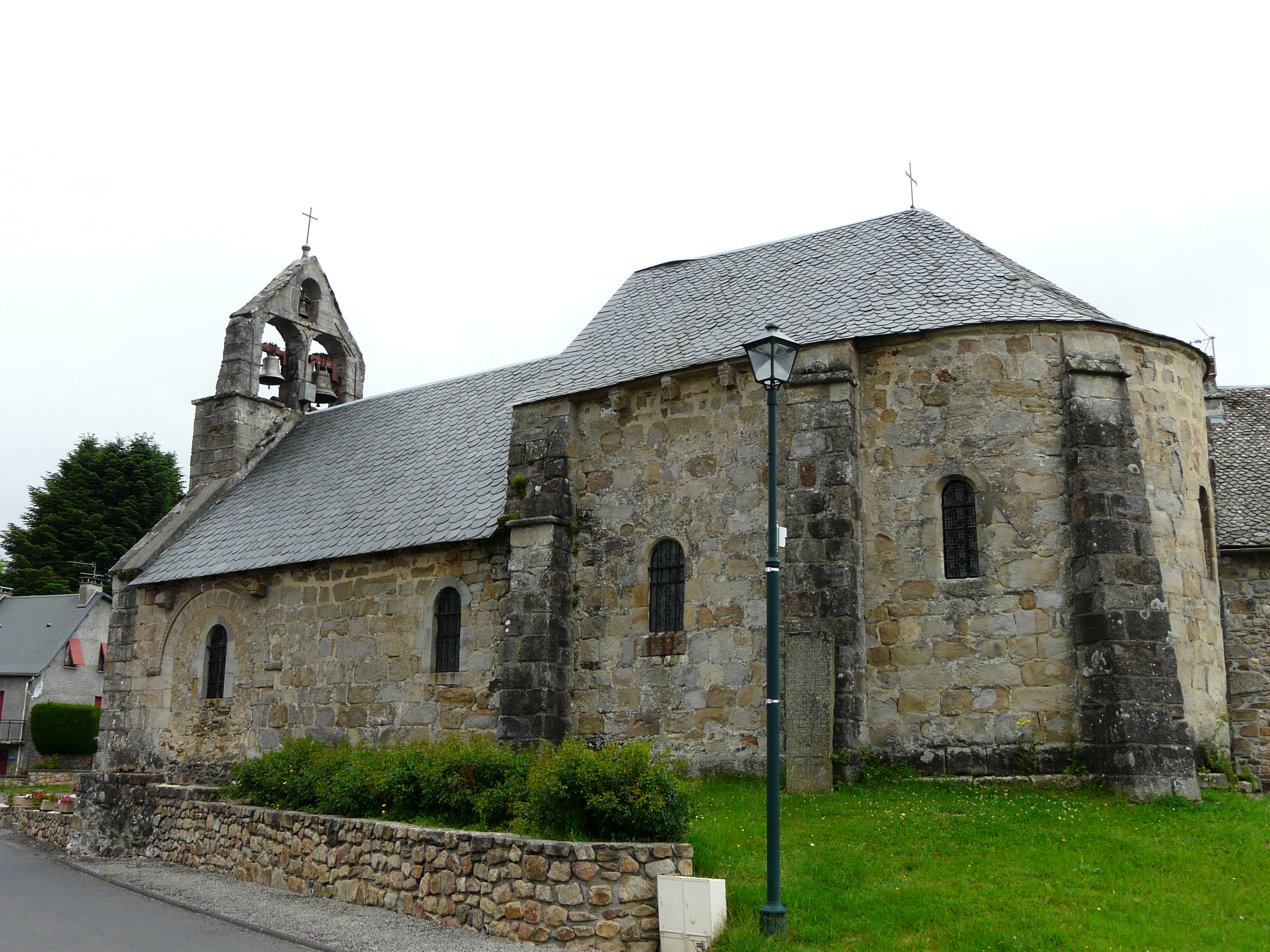
Kirche Notre-Dame